# Ракайн (штат)
Ракхайн (традиційна назва: Аракан) — штат в М'янмі, а також історична область. З півдня виходить до моря, з півночі межує зі штатом Чин, зі сходу межує з округами Магуе, Пегу і Іраваді, на заході знаходиться Бенгальська затока і округ Читтагонг в Бангладеш. 
Адміністративний центр — місто Сітуе, інше велике місто — Тандуе. 
Населення в 2012 році становило 3 132 651 чоловік. 
Щільність населення — 85,18 чол./км².

## Назва
Назва Ракхайн походить від палійського Раккхапура (санскрит Раксапура), що означає «країна ракшасів-людожерів» (можливо, непряме свідчення про чорношкірі племена, які жили тут спочатку).
З іншого боку, палійські і санскритські назви можуть означати «Країна араканців», які пишаються збереженням високої національної культури і високої буддійської моралі та етики. Імовірно, згадки про Аракан є в давньоримських і грецьких джерелах.

## Історія

### Дханьяваді
Існує легенда про те, що Будда Гаутама особисто відвідав Дханьяваді, і в цей період була виготовлена Велика Статуя Махамуні, після чого Аракан став оплотом буддизму. Виникла монетна система грошового обігу.

### Весалі(Вайшалі)
Засновник династії — цар Дван Чандра.

### Лемро
Засновник династії — цар Нга Тоун Мун. Період Лемро був епохою найвищого розквіту цивілізації Бенгальської затоки, в цей час йшла активна торгівля з західними країнами.
В XI — XIII століттяах північні райони Аракана були васальні Пагану.

### М'яу-У
При правителі Мінбіне 1531–1553 почався період розквіту і територіального розширення Аракана. Значну роль в економіці країни грали морська торгівля і піратство, що знаходилися в основному в руках португальських авантюристів. Після поразки у війні з Могольской імперією (1666) Аракан ослаб, втративши Читтагонг і значну територію, а феодальні усобиці і боротьба за престол, які розпочалися з 1731 року, полегшили захоплення Аракана бірманським правителем Бодопаєм і приєднання його до Бірмі в 1785 році.

### Під владою бірманців
В 1784 році цар Бірми Бодопайя вторгся в Аракан і окупував країну. Національна реліквія — Махамуні Будда — була взята у вигляді трофея і переправлена в Мандалай. Атаки бірманцями араканських біженців в районі Британської Бенгалії спонукали англійців почати Першу англо-бірманську війну 1824–1826 років, за мирною угодою в Яндабо 1826 року Аракан відійшов до Британії.

### Англійська колонія
1826–1948, столиця Акьяб

#### Японська окупація
1942—1945, столиця Акьяб

### Бірманський союз
З 1948 року, столиця Акьяб.

#### Боротьба за незалежність
З 1950 року піднявся зростаючий рух за незалежність і відновлення араканської державності. Як поступку в 1974 році бірманський лідер Не Він визнав за Араканом статус національного округу замість адміністративного округу, як це було колись. Рух за незалежність ослаб, бірманський уряд зміг зіграти на протиріччях між буддійським та ісламським населенням.
Нинішні власті М'янми не визнають рохінджа корінним населенням Аракана і вимагають депортації представників цієї народності в Бангладеш на підставі того, що вони, нібито, є нащадками бенгальців-мусульман, які нелегально перейшли мьянмсько-бангладеський кордон.

## Населення та релігія
Населення ділиться на дві основні етнічні групи — араканці (бірманський субетнос) і рохінджа (бенгальський субетнос). Крім того, на території Аракана проживають мро, кхумі, каманці, дінети, мармагрі та інші малі народності. Більшість населення сповідують буддизм, крім того, серед рохінджа популярний іслам.
До X століття був поширений індуїзм.
Буддизм існував на території Аракана з ранніх часів, за традицією вважають прийняттям буддизму II століття до н. е..
Іслам з'явився в X — XII століттях.

## Адміністративний поділ
Штат складається з чотирьох округів, які поділені на 17 районів, в які входять 1164 селищ і сіл.
 

### Округи
1. Сітуе (Sittwe) (12 504 км²; 1 099 568 чоловік)
2. Маунгдо (Maungdaw) (3538 км²; 763 844 чоловік)
3. Чаупхью (Kyaukpyu) (9984 км²; 458 244 чоловік)
4. Тандуе (Thandwe) (10 753 км²; 296 736 чоловік)

- Всього: 36 778 км²; 2 915 000 чоловік (2002 рік)

### Райони
1. Анн (Ann)[1]
2. Бутідаунг (Buthidaung)
3. Гва (Gwa)
4. Кіауктау (Kyauktaw)
5. Чаупхью (Kyaukpyu)
6. Маунгдо (Maungdaw)
7. Мінб'я (Minbya)
8. Мраук-У (Mrauk-U)
9. Мунаунг (Munaung)
10. Мієнбон (Myebon)
11. Паукто (Pauktaw)
12. Поннагюн (Ponnagyun)
13. Рамрі (Ramree)
14. Ратедаунг (Rathedaung)
15. Сітуе (Sittwe)
16. Тандуе (Thandwe)
17. Тоунгуп (Toungup)